# 李修松
李修松（1958年2月—2023年4月3日），男，汉族，安徽含山人，中华人民共和国政治人物。

## 生平
1976年1月参加工作。1982年8月，毕业于安徽师范大学历史系历史专业。1985年8月，研究生毕业于安徽师范大学历史系中国古代史专业。1989年1月加入中国民主建国会。毕业后历任安徽大学历史系助教、讲师，安徽大学历史系中国古代史教研室副主任、主任，1996年12月晋升为教授。1997年5月，任民建安徽省委副主委。1998年3月，任安徽大学图书馆馆长。2000年8月，任安徽省文化厅副厅长、省文物局局长。2011年2月，任民建安徽省委主委（正厅级）。2012年12月，任民建中央常委。2013年1月，任安徽省政协副主席。2017年8月，兼任安徽省社会科学界联合会主席。2023年4月3日，因病在合肥逝世，享年66岁。
同时担任第十、十一届全国人大代表，第十二、十三届全国政协委员。